# Autopista Nacional

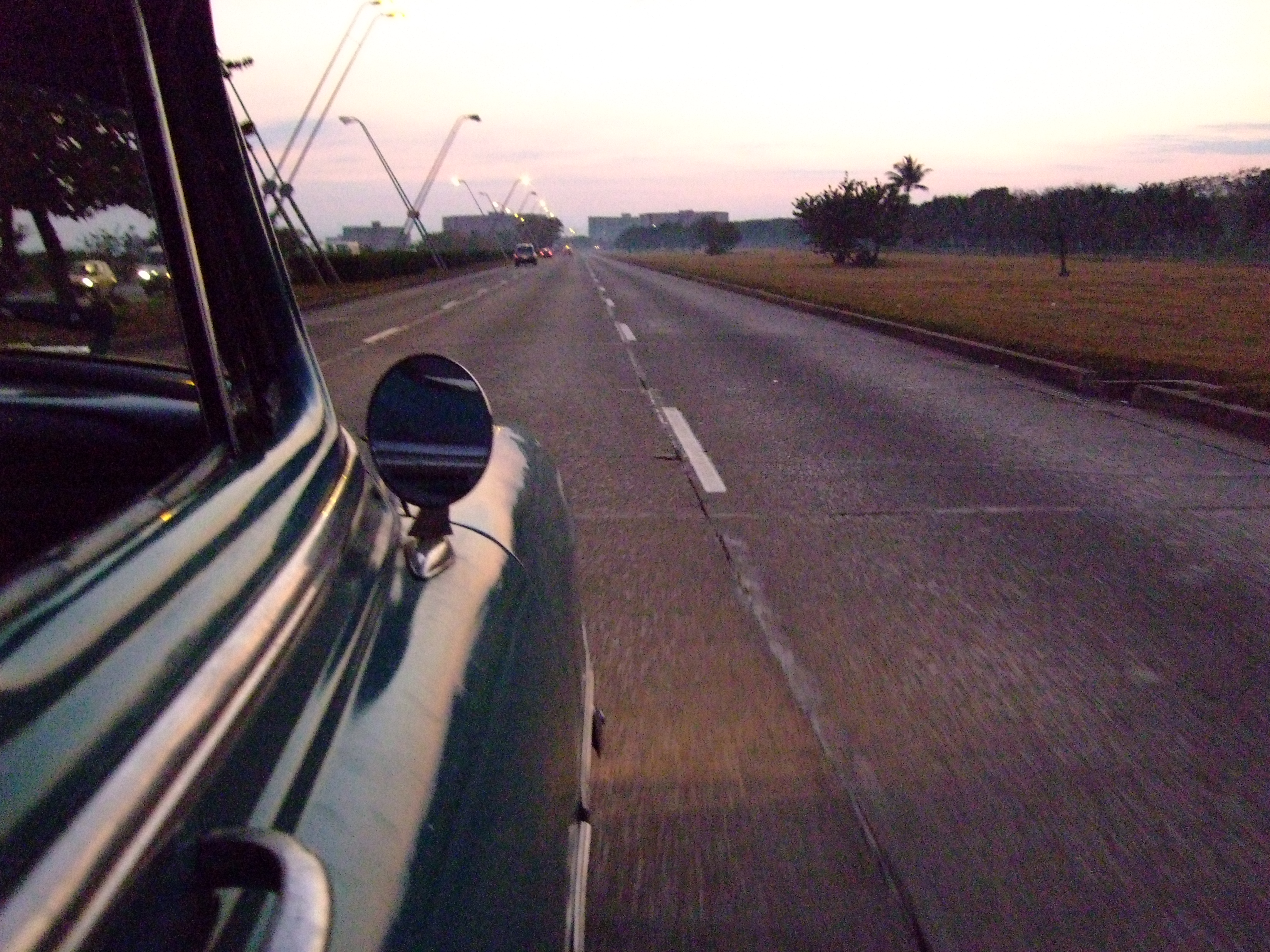
Autopista Nacional, nabij Havana

De Autopista Nacional van Cuba is de grootste snelweg van het land. Eigenlijk zijn het twee snelwegen die naar Havana leiden. Een van de snelwegen loopt naar het oosten (A-1) en een snelweg naar het westen (A-4). De A-1 verbindt Havana met de steden Santa Clara en Sancti Spíritus. De A-4 loopt van Havana naar Pinar del Río. De Autopista Nacional verbindt momenteel 8 van de 15 provincies van Cuba met elkaar. De A-1 kent een onderbreking tussen Taguasco (Sancti Spíritus) en de provinciegrens Granma en Santiago de Cuba. Vanaf deze provinciegrens loopt de Autopista naar Santiago de Cuba. Van daaruit loopt de weg naar de stad Santiago de Cuba. Net ten noorden van deze stad loopt de Autopista door naar Guantánamo. Momenteel ligt er 597 kilometer aan Autopista Nacional in Cuba. De bouw van de Autopista Nacional begin in de jaren 70 en zou alle provincies met elkaar moeten verbinden, inclusief de provinciehoofdsteden. Een uitzondering daarop zou de stad Matanzas zijn. Deze is aan Havana verbonden door middel van de Vía Blanca. Het project van de Autopista Nacional werd in 1990 onderbroken. Door de ineenstorting van de Sovjet-Unie en de versterking van het embargo kreeg Cuba te maken met een grote economische crisis.

## Technische kenmerken
Het traject omvat kruisingen met andere wegen en spoorwegen op verschillende niveaus. De weg heeft beperkte toegangswegen en de gehele route is gescheiden van andere wegen. De weg is zo ontworpen dat voertuigen er met een snelheid van 140 kilometer per uur overheen kunnen rijden. Echter, geldt momenteel een maximumsnelheid van 120 kilometer per uur en op sommige trajecten zelfs 100 kilometer per uur. De baanvakbreedte van de rijbanen is 3,75 meter. In het midden van de weg, tussen de twee rijrichtingen, is een middenberm van 5 meter breed. Aan beide zijden van de weg is een vluchtstrook van 3,5 meter breed, waarvan 3 meter verhard is.

## Bouw en traject
Het eerste traject, dat in 1979 werd geopend, loopt van Havana naar Santa Clara en heeft een lenger van 267,7 kilometer. De eerste 32 kilometer bestaat uit 8 banen (2x4) (knooppunt met de Carretera Central in San José de las Lajas), hierna vervolgt de weg met 6 banen (2x3) tot Santa Clara. Vanuit Havana loopt de Autopista in zuidoostelijke richting door de provincie Mayabeque, langs de steden San José de las Lajas, Güines, San Nicolás de Bari en Nueva Paz. Hierna gaat de Autopista door in de provincie Matanzas, waar hij eerst door dunbevolkte gebieden gaat tot hij bij de stad Jagüey Grande aankomt. Hier kruist de Autopista met de Carretera naar Ciénaga de Zapata. Voordat de weg de provincie Matanzas verlaat is er nog een afrit naar de gemeente Calimete. In de provincie Cienfuegos gaat de Autopista langs de gemeente Aguada de Pasajeros waar de weg kruist met de weg naar de steden Cienfuegos en Trinidad. Verderop in deze provincie gaat de autopista nog langs de gemeente Santa Isabel de las Lajas, daarna gaat de weg verder in de provincie Villa Clara. Allereerst komt de weg langs Ranchuelo, waar de weg kruist met de Carretera van Cienfuegos naar Santa Clara. Hierna gaat de weg langs de stad Santa Clara, waar hij zich splitst in een kort stuk naar de stad Santa Clara en de doorgaande Autopista naar de provincie Sancti Spíritus. Dit laatste stuk is een onbewoond gebied dat bestaat uit uitlopers van de Sierra del Escambray. In de Provincie Sancti Spíritus voert de weg langs Cabaiguán naar de Carretera van Sancti Spíritus naar Yaguajay, waar de Autopista deze weg kruist. Een 4-baans weg, die in 1988 werd aangelegd verbindt de stad Sancti Spíritus met de Autopista. De Autopista gaat verder over de Zaza rivier en eindigt in Taguasco, waar een verbindingsweg is naar de Carretera Central. Het gedeelte tussen de Taguasco en Manicaragua is nog niet volledig voltooid en voor het grootste gedeelte is slechts een van de twee wegen in aanbouw.
In het westen begint de A-4 in Havana die leidt naar Pinar del Río. De bouw van deze weg werd afgerond op 19 december 1989. Vanuit Havana zijn 6 rijbanen (2x3) over een lengte van 32 kilometer naar Guanajay. Van daaruit gaat de weg verder met 4 rijbanan (2x2) naar Pinar del Río.

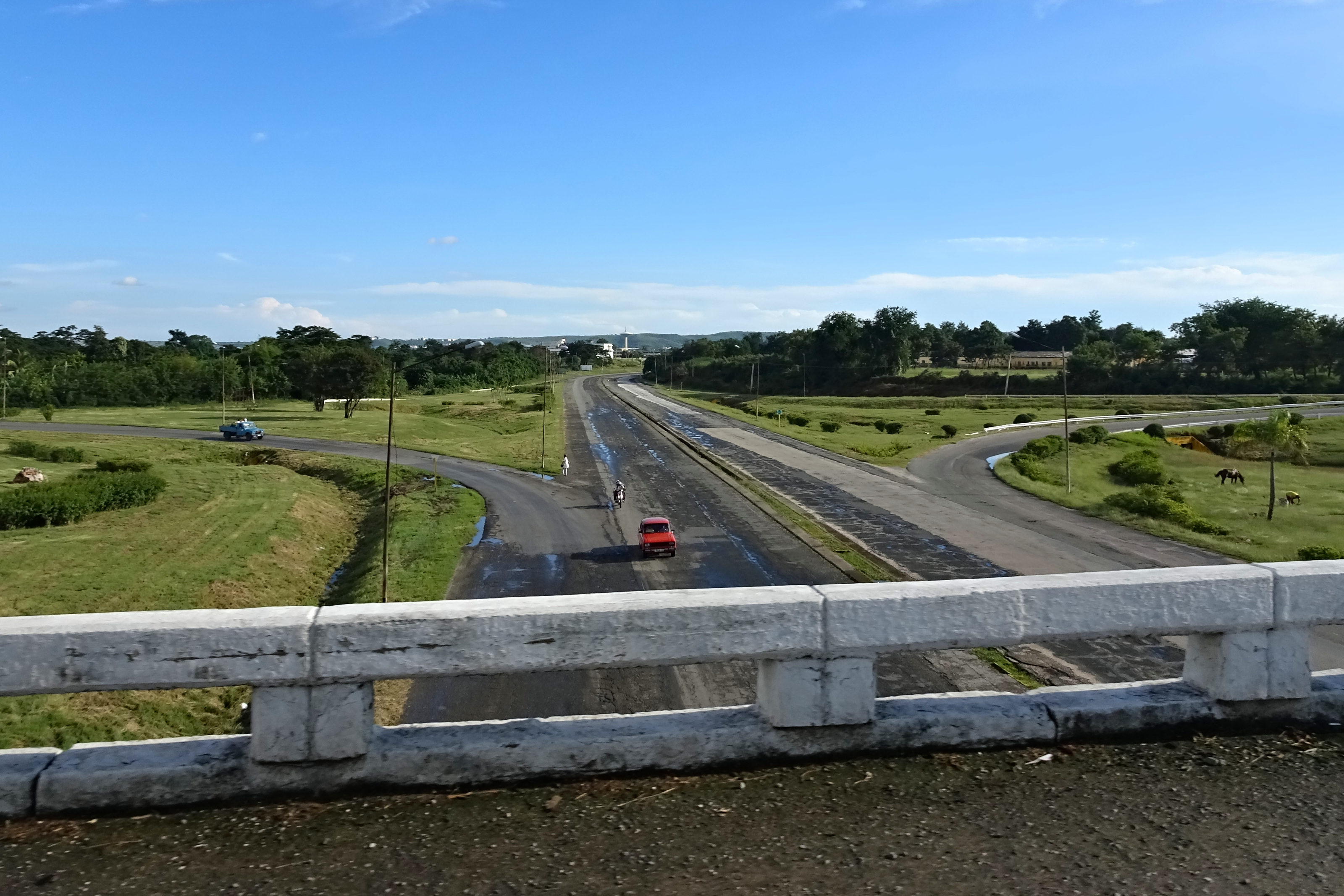
De A1 bij Santiago de Cuba

Aan de uiterste oostkant van het eiland is er een weg gebouwd van 6 rijbanen (2x3) die toegang biedt aan de stad Santiago de Cuba. De weg doorkruist de Sierra Maestra voor een groot gedeelte. De route verbindt Santiago de Cuba met de dorpen El Cristo en Dos Caminos. De weg werd voltooid op 4 januari 1989. De weg gaat verder westwaarts naar Palma Soriano, hoewel op dit traject slechts één weghelft in gebruik is.
Een ander wegdeel waar ook slechts een rijrichting beschikbaar is loopt van La Maya naar Guantánamo.

## Onvoltooide gedeelten
Vanaf 1990 werd het werk praktisch geheel neergelegd vanwege de economische crisis waarin Cuba terecht kwam. Hierdoor zijn verschillende ongelijke kruisingen niet volledig afgerond.
Traject Havana - Pinar del Río:
- Taco Taco - Santa Cruz de los Pinos
- Chirigota
- López Peña
- Carretera van Los Palacios naar Paso Quemado
- Paso Real de San Diego

Traject Havana - Sancti Spíritus:
- Jaguey Grande
- Cartagena
- Carretera van Guaracabulla naar Báez
- Carretera van Placetas naar Fomento
- Toegangsweg naar Guayos

Traject in Santiago de Cuba:
- El Cristo
- Dos Caminos
- San Luis
- Carretera van Palma Soriano naar Barajagua

Op het traject van Taguasco naar Jatibonico zijn de voorbereidende grondwerkzaamheden uitgevoerd. Ook vanaf Palma Soriano tot aan Contramaestre zijn deze voorbereidende grondwerkzaamheden al uitgevoerd.

## In aanbouw
In de periode 2011-2013 werd vooruitgang geboekt bij de aanleg van het weggedeelte tussen Santiago de Cuba en Guantánamo. De weg werd uitgebreid naar de buitenwijken van La Maya en Alto Songo. De weg van en naar Guantánamo zal uiteindelijk aan moeten sluiten op de Autopista van Palma Soriano naar Santiago de Cuba. Dit zal ter hoogte van Dos Caminos zijn.
Er is geleidelijk vooruitgang te zien in de aanleg van de Autopista Nacional. Zo worden diverse knooppunten en bruggen aangelegd. Zo wordt er een knooppunt aangelegd met de Carretera van San José de las Lajas via Zenea naar Jaruco in de provincie Mayabeque. Het is de bedoeling om de andere rijrichting van Sancti Spíritus naar Santa Clara aan te leggen en het traject van Taguasco naar Jatibonico opnieuw op te starten. Tot die tijd sluit dit stuk ook aan op de Carretera Central.
Een ander traject dat recentelijk is aangelegd is de 11 kilometer lange verbindingsweg in Pinar del Río die vanaf Guanajay naar Mariel loopt.